# Fidonia concolor
Fidonia concolor är en fjärilsart som beskrevs av Leo Schwingenschuss 1935. Fidonia concolor ingår i släktet Fidonia och familjen mätare. Inga underarter finns listade i Catalogue of Life.